# Gordon Jacob
Gordon Percival Septimus Jacob (ur. 5 lipca 1895 w Londynie, zm. 8 czerwca 1984 w Saffron Walden) – brytyjski kompozytor i pedagog.

## Życiorys
Początkowo kształcił się w Dulwich College, następnie studiował w Royal College of Music w Londynie u Charlesa Villiersa Stanforda, Herberta Howellsa i Charlesa Wooda. W 1935 roku uzyskał stopień doktora muzyki. W latach 1926–1966 był wykładowcą Royal College of Music. Do jego uczniów należeli m.in. Malcolm Arnold, Imogen Holst, Elizabeth Maconchy i Bernard Stevens. Przez wiele lat dyrygował Royal Amateur Orchestral Society, prowadził koncerty orkiestry Royal College of Music, zajmował się też edytorstwem i publicystyką muzyczną. Komandor Orderu Imperium Brytyjskiego (1968).
Był autorem prac Orchestral Technique: A Manual for Students (Londyn 1931, 3. wydanie 1983), How to Read a Score (Londyn 1944), The Composer and His Art (Londyn 1954), The Elements of Orchestration (Londyn 1962).

## Wybrane kompozycje
(na podstawie materiałów źródłowych)

### Utwory orkiestrowe
- 2 koncerty na altówkę (I 1925, II 1979)
- 2 koncerty fortepianowe (I 1927, II 1957)
- 2 symfonie (I 1928–1929, II 1943–1944)
- William Byrd Suite (1924)
- Denbigh Suite na smyczki (1929)
- Variations on an Air by Purcell na smyczki (1930)
- Passacaglia on a Well-known Theme (1931)
- 2 koncerty na obój (I 1933, II 1956)
- Variations on an Original Theme (1936)
- Divertimento (1938)
- 3 suity (I 1941, II 1948–1949, III 1949)
- 3 sinfonietty (I 1942, II 1951, III 1953)
- Chaconne on a Theme by Vaughan Williams (1942)
- Symfonia na smyczki (1943)
- Koncert na fagot, smyczki i perkusję (1947)
- Rhapsody na rożek angielski i smyczki (1948)
- Fantasy on the Alleluia Hymn (1949)
- Serenade for the 1951 Festival of Britain (1950)
- Koncert na róg i smyczki (1951)
- Koncert na flet (1951)
- Koncert na puzon (1952)
- Koncert na skrzypce i smyczki (1953)
- Koncert skrzypcowy (1954)
- Divertimento ma harmonijkę ustną i smyczki (1954)
- Koncert wiolonczelowy (1955)
- Prelude and Toccata (1955)
- Symfonia na mała orkiestrę (1958)
- 2 uwertury (1965)
- Koncert na duet fortepianowy na 3 ręce i orkiestrę (1969)
- Koncert na zespół (1970)
- A York Symphony na instrumenty dęte drewniane (1971)
- Suita na tubę i smyczki (1972)

### Utwory kameralne
- Kwartet smyczkowy (1928)
- Terzetto na trio smyczkowe (1930)
- Kwartet na obój i smyczki (1938)
- Kwintet na klarnet i smyczki (1942)
- Six Shakespearean Sketches na trio smyczkowe (1946)
- Serenada na 8 instrumentów dętych drewnianych (1950)
- Trio fortepianowe (1955)
- Sonata wiolonczelowa (1957)
- Sekstet na kwintet dęty i fortepian (1962)
- Suita na 4 puzony (1968)
- Divertimento na 8 instrumentów dętych (1969)
- Trio na klarnet, altówkę i fortepian (1969)
- Kwartet fortepianowy (1971)
- Introduction and Rondo na chór klarnetów (1972)
- Suita na 8 altówek (1976)
- Sonata altówkowa (1978)

### Utwory wokalno-instrumentalne
- Songs of Innocence na sopran i trio smyczkowe (1922)
- Donald Caird na chór i orkiestrę (1930)
- kantata dziecięca The Birthday (1932)
- Helen of Kirkconnell na baryton i orkiestrę (1938)

### Balety
- The Jew in the Bush (1923)
- Uncle Remus (1930)